# Palevo
Palevo (en russe Палево) est un village situé dans l'oblast de Sakhaline en fédération de Russie.

## Situation
Palevo se situe 6 329 km à l’est de Moscou dans l'île de Sakhaline. Le village est localisé dans le Raïon de Tymovskoïe au sud de la ville de Rykovo .Palevo est situé près de la grande ville de Tymovskoïe.

## Histoire
Le village fut fondé en 1886. Il était auparavant un hameau habité par les Gilyak, nommé Pavlo, qui était à l'affluence du Tym. Une excellente route les reliait et les relie toujours aux autres villes russes des environs et particulièrement la ville de Tymovskoïe. À sa fondation le village possédait étonnement beaucoup de Russes européens. Le télégraphe et une poste y était installés mais aujourd'hui seul le service des postes semble encore fonctionner.
Le village possédait à sa fondation 396 habitants, et particulièrement des hommes. Il était composé surtout de propriétaires terriens qui développaient leurs champs. Il semble d'ailleurs que la situation n'ait pas évoluée. Visiblement les habitants qui vinrent s'installer à Palevo étaient des anciens habitants urbains qui venaient de grandes villes.
Pendant la guerre russo-japonaise de 1904-1905, le village fut un endroit important, les Japonais occupèrent le sud Sakhaline. Les forces russes, qui avaient fui et s'étaient réfugiées à Palevo, furent battues par les troupes japonaises. Le 31, après un court combat, le gouverneur militaire des Sakhalines, avec 70 officiers et 3200 hommes, se rendit, laissant le lieutenant-général Haraguchi proclamer la création d'une administration militaire sur les Sakhaline et le 6 août, il proclama la création d'une administration civile.

## État du village
Si la station de télégraphie a disparu, comme dans la large majorité des pays et régions du monde, le service des postes continue à fonctionner et une gare dessert le village. Le village continue à vivre de l'agriculture et plusieurs commerces s'y trouvent.
Au niveau énergétique le village est desservi par l'entreprise Sakhalin Energy. En 2003-2004 avaient été rencontrés de nombreux problèmes de distribution énergétique qui avaient touchés plusieurs localités.

## Transports
Le village est desservi par un aérodrome.
L'île comporte deux axes principaux:
- la route R487 reliant Ioujno-Sakhalinsk à Aleksandrovsk-Sakhalinski via Poronaïsk  passe également par Tymovskoïe ;
- la route menant à Nogliki et Okha sur la côte est de l'île passe également, à  proximité du Tym[1].

La route principale qui mène Rykovo au nord et Tymovskoïe au sud traverse le village.